# Falsometopides
Falsometopides es un género de escarabajos longicornios de la tribu Acanthocinini que contiene una sola especie, Falsometopides fuscomaculatus. La especie fue descrita por Breuning en 1957.
Se distribuye por Madagascar. Mide aproximadamente 14 milímetros de longitud.